# 圳頭 (嘉義縣)
圳頭，是臺灣嘉義縣梅山鄉的一個傳統地域名稱，位於該鄉中西部偏北側。相較於今日行政區，其範圍大致包括圳南村、圳北村不含東端及南端及西北端及西半葉的北部中央地帶、梅東村南半葉東半部不含東南端。

## 歷史
台灣日治初期，圳頭地區為一（舊制）街庄，稱為「圳頭庄」，隸屬於打貓東頂堡。該庄北與大湖底庄為鄰，東與龍眼林庄為鄰，南邊為大坪庄、大半天藔庄、九芎坑庄，西邊為梅仔坑庄。
1901年（日治明治三十四年）11月，全台設置二十廳，該庄隸屬於嘉義廳。1903年（明治三十六年）6月，該庄編入「梅仔坑區」，隸屬於嘉義廳。1909年（明治四十二年）10月，合併二十廳為十二廳，梅仔坑區仍隸屬於嘉義廳。1920年（大正九年），廢十二廳改設五州二廳，該庄改制為「圳頭」大字，隸屬於臺南州嘉義郡小梅庄（新制街庄）。
戰後小梅庄改制為小梅鄉，隸屬於臺南縣，大字亦改制為村。1946年6月21日，小梅鄉改名梅山鄉。1950年雲、嘉、南分治，梅山鄉改隸屬於嘉義縣。

## 聚落
本地區發展較早的聚落有圳頭、大坑連、蔴園藔、大樹腳、水底藔、過溪、樟湖、梨仔腳等，在日治期初期的官方地圖上已有記載。

## 交通
縣道162甲線是梅山鄉圳頭（實際起點在梅山市區）至太和的道路，全線皆在梅山鄉境內，經過本地區西南端及南端（一小段）。由該道路（大方向）西行可前往梅山市區，並止於縣道149號轉角路口，東行可前往科子林地區，並止於太和聚落西邊的縣道169號路口。
鄉道嘉150線是圳頭至頂過溪的道路。
鄉道嘉152線是圳頭至群彎的道路。

## 文化資產
- 嚴禁匠民越界私墾碑（縣定古蹟）

## 宗教場所
- 梅山中華聖母天主堂（鄰近小梅地區，即今梅山市區）

## 景點
- 梨子腳山（台灣小百岳之一，位於本地區與大坪交界處）